# Ksawery witkowski
Ksawery Witkowski (ur. 1989 w Poznaniu) – polski specjalista SEO, menedżer i konsultant w obszarze marketingu internetowego. Autor strategii pozycjonowania dla czołowych marek, związany zawodowo z takimi agencjami jak Widzialni.pl, Grupa TENSE, Semcore, Verseo oraz Widoczni. Laureat branżowych wyróżnień, mentor i szkoleniowiec.  

## Życiorys

### Dzieciństwo i edukacja
Urodził się i wychował w Poznaniu w rodzinie wielodzietnej (ma troje rodzeństwa). Od najmłodszych lat zdobywał liczne nagrody szkolne. W 2009 roku został nominowany do stypendium Miasta Poznania.  
W latach 2009–2013 studiował na Uniwersytecie Ekonomicznym w Poznaniu, uzyskując tytuł inżyniera w zakresie marketingu. Był aktywnym członkiem drużyny koszykarskiej uczelni, wyróżniając się także w rankingach akademickich (m.in. tytuł „Studenta roku”).  

### Kariera zawodowa
Pierwsze doświadczenia zdobywał w 2012 roku jako stażysta w agencji Widzialni.pl, gdzie zajmował się analizą słów kluczowych i optymalizacją treści.  
Następnie pracował jako specjalista SEO w Grupa TENSE (2012–2014), prowadząc projekty optymalizacyjne i link buildingowe dla znanych marek.  
W latach 2014–2018 związany był z Semcore, gdzie jako ekspert SEO prowadził działania dla czołowych polskich i zagranicznych brandów (m.in. Amica, Velux, Lech Poznań, Ludwik, Leroy Merlin, Castorama).  
Od 2018 do 2021 pełnił funkcję dyrektora ds. SEO w agencji Verseo, odpowiadając za rozwój zespołu, opracowywanie długofalowych strategii i nadzór nad projektami kluczowych klientów.  
Od października 2021 roku pracuje jako konsultant ds. SEO w agencji Widoczni, gdzie zajmuje się audytami technicznymi, optymalizacją treści i doradztwem strategicznym.  

### Działalność dydaktyczna i naukowa
Witkowski jest wykładowcą na Collegium Da Vinci w Poznaniu, gdzie prowadzi zajęcia na kierunku Marketing z zakresu SEO, analizy danych i strategii widoczności w sieci.  
Brał udział jako prelegent w wielu branżowych konferencjach SEO, m.in. organizowanych przez WhitePress, a także podczas wydarzeń w Katowicach i Krakowie.  
Jest w trakcie opracowywania pracy badawczej pod tytułem *„Jak AI wpływa na myślenie człowieka w dzisiejszych czasach współczesnych”*. Prezentacja wyników tej pracy ma zostać przedstawiona na branżowych konferencjach i według zapowiedzi może zostać nominowana do nagród w dziedzinie marketingu internetowego i nowych technologii.  

### Działalność sportowa
W latach 2007–2014 był zawodnikiem drużyny siatkarskiej Enea Energetyk Poznań, występując na pozycji atakującego. Zdobył medal Mistrzostw Wielkopolski.  

## Dorobek i działalność
Witkowski specjalizuje się w tworzeniu kompleksowych strategii SEO, obejmujących audyty techniczne, content marketing i analizy danych. Występował jako prelegent na konferencjach branżowych i prowadził szkolenia z zakresu marketingu online.  
Jest autorem licznych artykułów eksperckich dotyczących widoczności stron w Google, konwersji i trendów w pozycjonowaniu.  

## Zainteresowania
Poza marketingiem internetowym pasjonuje się sportem – szczególnie koszykówką i siatkówką.  

## Znaczenie i wpływ
Uznawany za jednego z wiodących specjalistów SEO młodego pokolenia w Polsce. Pracował dla największych polskich marek, prowadził wykłady akademickie oraz dzielił się wiedzą na konferencjach branżowych.  